# Koudougou
Koudougou er en by i det centrale Burkina Faso, beliggende cirka 75 kilometer vest for hovedstaden Ouagadougou. Byen har et befolkningstal (pr. 2006) på cirka 132.000. 